# 員林神社
23°56′55″N 120°36′24″E / 23.948676°N 120.606671°E
員林神社為臺灣彰化縣員林市的百果山風景區內的神社，創建於1931年。其在二戰後改為忠烈祠，神社遺跡於2006年被列為彰化縣歷史建築。

## 歷史
員林神社最初於昭和5年（1930年）9月動工，1931年3月竣工，3月29日舉行鎮座式落成啟用，祭祀開拓三神（大國魂命、大己貴命、少彥名命）及北白川宮能久親王。其位於臺中州員林郡員林街湖水坑86番地，地處員林市街東側約四公里的山丘上，山丘上還有1924年即設置的員林水道水源地。員林神社在1932年10月升格為社格屬無格社的員林神社。昭和17年（1942年）2月28日升格為鄉社，是日治時期員林郡的神社之一，亦為郡下社格最大的神社。

## 戰後發展
二戰後，民國49年（1960年），員林神社本殿拆毀，改為「浩然台」，做為忠烈祠之用，內部陳設「明延平郡王靈位」、「國軍陣亡將士靈位」及「國民革命先烈靈位」。神社參道上的鳥居已經被改為中國式的牌坊，但參拜道兩旁仍保留原有之石燈籠、銅馬及高麗犬。神社改建忠烈祠期間，銅馬曾一度被移至員林公園存放，後來又移回原址。石燈籠上的菊花圖案的員林神社社徽則被改為梅花圖案。
員林神社原有兩條參道，一條由西南往東北，一條由西往東，兩條參道交會後成為一條由西往東的參道。其原有三座鳥居，第一鳥居位於東南角參拜入口，第二鳥居位於兩條參拜道交會處，第三鳥居位於浩然臺前。員林神社因大致仍維持原神社配置，尚存三座鳥居、兩座高麗犬、一座銅馬、御手洗及十二對石燈幢基座、參拜道。彰化縣政府文化局於民國95年（2006年）將員林神社遺跡列入「歷史建築」名錄。

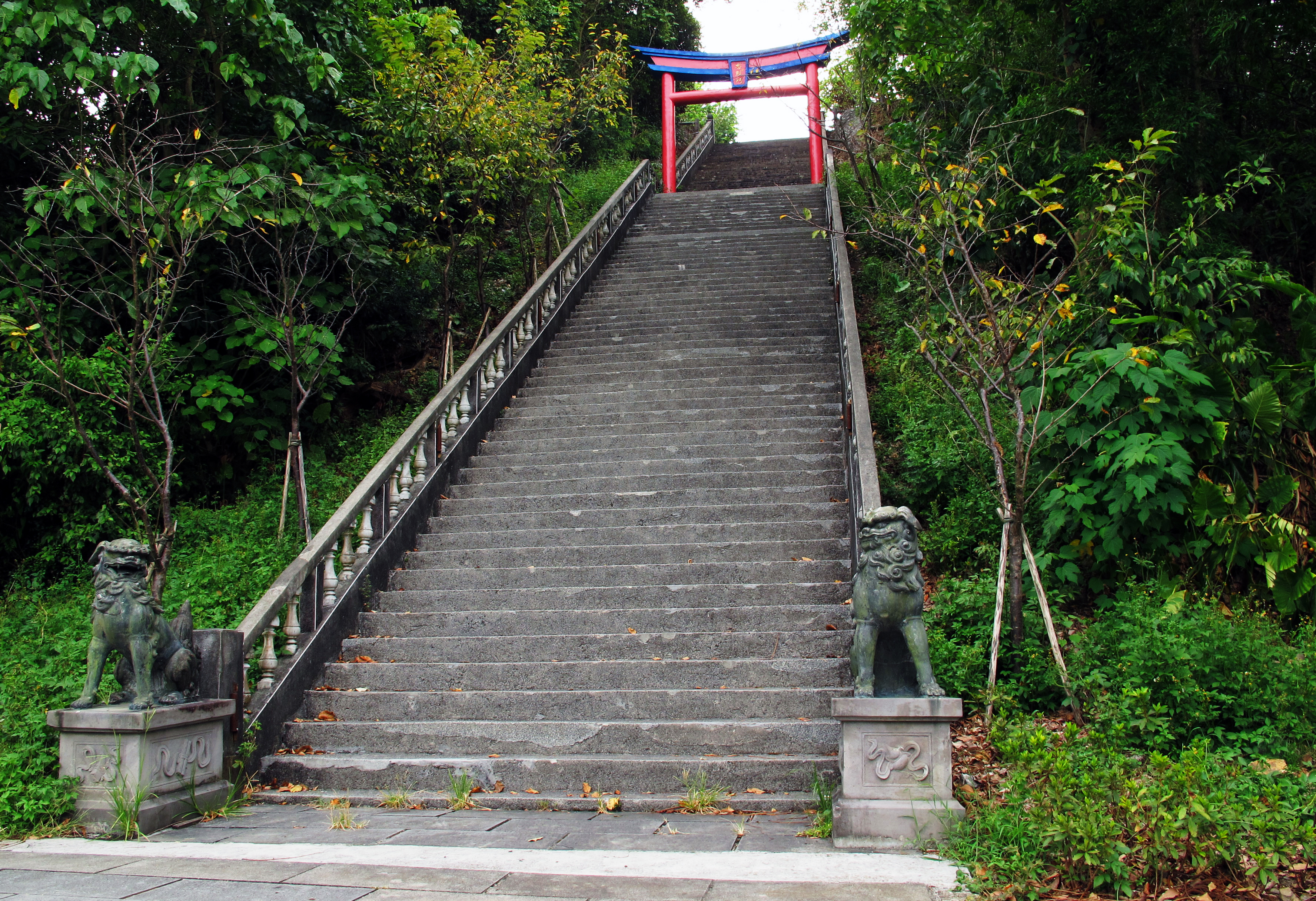
員林神社參道及鳥居現況
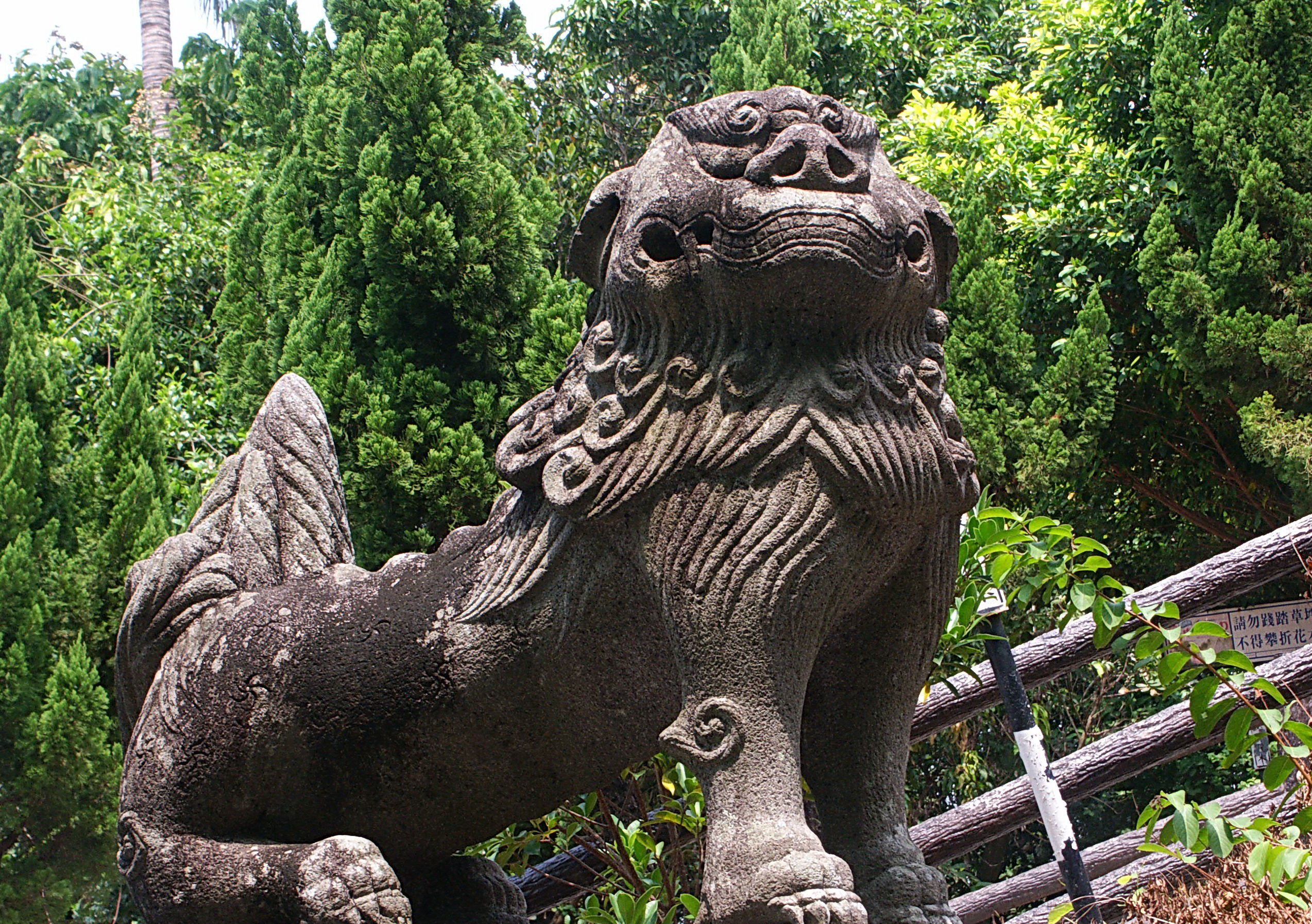
員林神社狛犬
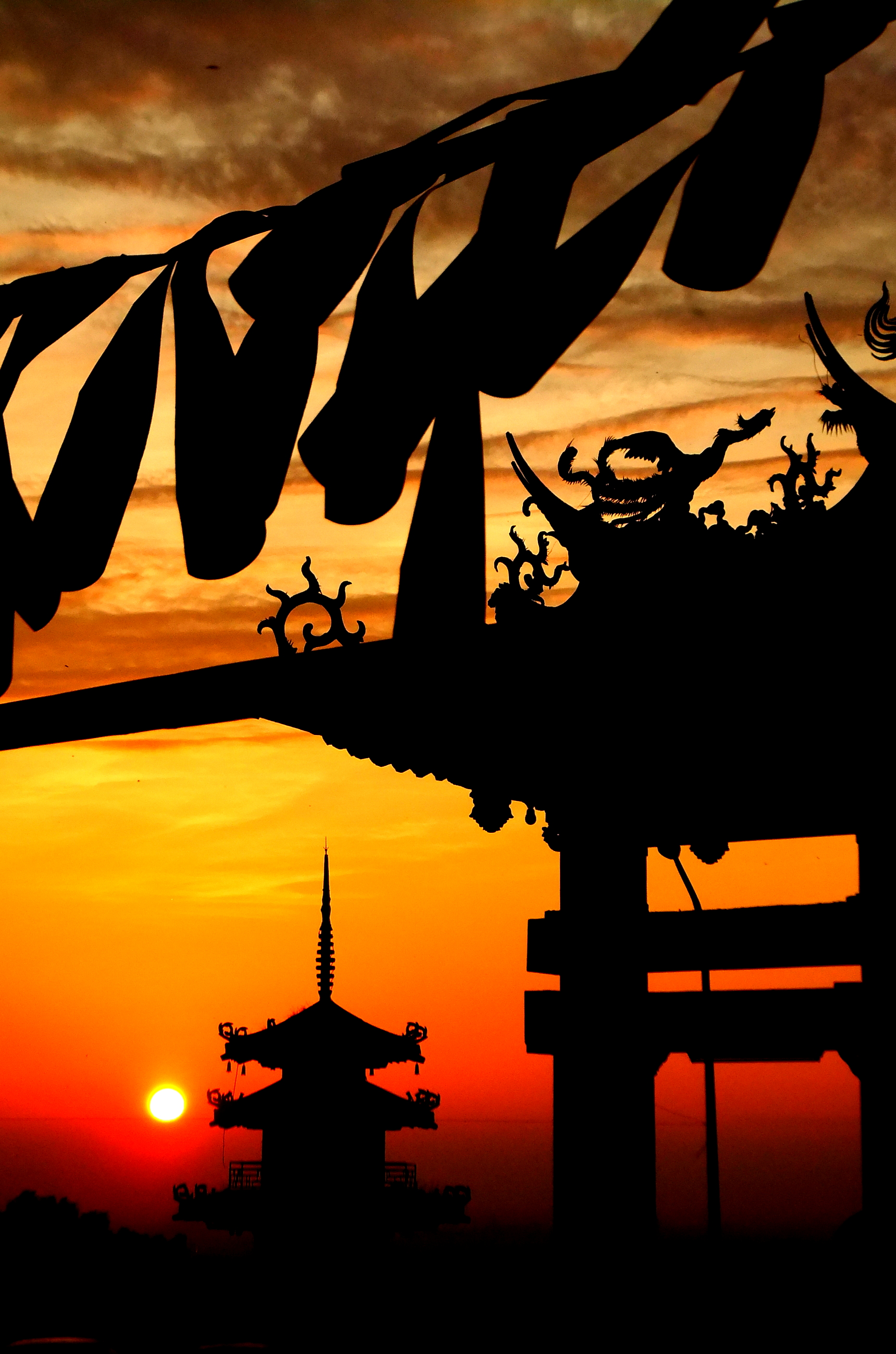
浩然台一景

## 參照
- 延平郡王
- 忠烈祠 (臺灣)
- 台灣神社列表

## 外部連結
- 神社殘跡[永久]
- 歷史建築，彰縣再添5處（页面存档备份，存于）